# Strangalia acuminata
Strangalia acuminata là một loài bọ cánh cứng trong họ Cerambycidae.